# وادي زوزفانة
وادي زوزفانة هو وادي يقع في جنوب شرق المغرب وجنوب غرب الجزائر، منشأه من الأطلس الصحراوي حيث نسبة التساقط معتبرة نسبياً. أصله من جبال القصور بين فكيك وبني ونيف ثم يغوص في الصحراء نحو إقلي حيث يندمج مع وادي قير لتشكيل وادي الساورة.